# Regina Strinasacchi
Regina Strina Sacchi, coniugata Schlick (Ostiglia, 1762 circa – Dresda, 11 giugno 1839), è stata una famosa violinista contemporanea di Mozart, con il quale eseguì una sonata per violino e pianoforte (Kv. 454) conosciuta soprattutto con il nome "Strinasacchi"
Leopold Mozart, in una lettera alla moglie, ne elogiò la bravura come violinista..
Il 29 aprile 1784 esegue le prime assolute della Sonata K 379 in sol maggiore per violino e pianoforte e della Sonata K 454 in si bemolle maggiore per violino e pianoforte di Wolfgang Amadeus Mozart con il compositore al pianoforte alla presenza dell'imperatore Giuseppe II d'Asburgo-Lorena a Vienna al Theater am Kärntnertor 'Teatro di Porta Carinzia', prestigioso teatro attivo nei secoli XVIII e XIX.